# Atysilla hybrida
Atysilla hybrida är en skalbaggsart som beskrevs av Louis Albert Péringuey 1904. Atysilla hybrida ingår i släktet Atysilla och familjen Melolonthidae. Inga underarter finns listade.